# NFC South
De National Football Conference South Division of NFC South is een divisie van de NFL's National Football Conference. De divisie heeft vier deelnemers: Atlanta Falcons, Carolina Panthers, New Orleans Saints en Tampa Bay Buccaneers.

## Teams
De volgende teams hebben in de NFC South gespeeld:
| Team                 | Stad                      | Periode in NFC South | NFC South-titels | Super Bowls    | Eerdere naam |
| -------------------- | ------------------------- | -------------------- | ---------------- | -------------- | ------------ |
| Atlanta Falcons      | Atlanta, Georgia          | 2002–heden           | 4                | geen           |              |
| Carolina Panthers    | Charlotte, North Carolina | 2002–heden           | 5                | geen           |              |
| New Orleans Saints   | New Orleans, Louisiana    | 2002–heden           | 7                | 1 (2009)       |              |
| Tampa Bay Buccaneers | Tampa, Florida            | 2002–heden           | 7                | 2 (2002, 2020) |              |

## Divisie-indeling
De NFC South werd samen met de NFC North opgericht in 2002, toen het aantal divisies in de NFC en de AFC werd vergroot van drie naar vier. De NFC South en North kwamen in de plaats van de NFC Central, maar de meeste NFC South-teams kwamen over van de NFC West: de Atlanta Falcons, Carolina Panthers en New Orleans Saints speelden eerst in het westen, voor ze lid werden van de nieuwe NFC South. Alleen de Tampa Bay Buccaneers kwamen over van de NFC Central.
- 2002-heden: Atlanta Falcons, Carolina Panthers, New Orleans Saints en Tampa Bay Buccaneers

## Winnaars
In dit overzicht zijn de ploegen te vinden die zich voor de NFC South wisten te plaatsen voor de play-offs, met tussen haakjes de bereikte ronde.
| Kleur of afkorting | Betekenis                                  |
| Geel               | NFC South-team won NFC-titel en Super Bowl |
| Blauw              | NFC South-team won NFC-titel               |
| (SB)               | Team won NFC-titel en Super Bowl           |
| (F)                | Team won NFC-titel                         |
| (HF)               | Team verloor NFC Championship              |
| (KF)               | Team verloor Divisional Playoffs           |
| (WC)               | Team verloor Wild Card Playoffs            |
| ------------------ | ------------------------------------------ |

| Seizoen | Divisie-winnaar           | Balans | Percentage | Wild-Card-teams                                |
| ------- | ------------------------- | ------ | ---------- | ---------------------------------------------- |
| 2002    | Tampa Bay Buccaneers (SB) | 12-0-4 | 0,750      | Atlanta Falcons (KF)                           |
| 2003    | Carolina Panthers (F)     | 11-0-5 | 0,688      |                                                |
| 2004    | Atlanta Falcons (HF)      | 11-0-5 | 0,688      |                                                |
| 2005    | Tampa Bay Buccaneers (WC) | 11-0-5 | 0,688      | Carolina Panthers (HF)                         |
| 2006    | New Orleans Saints (HF)   | 10-0-6 | 0,625      |                                                |
| 2007    | Tampa Bay Buccaneers (WC) | 9-0-7  | 0,563      |                                                |
| 2008    | Carolina Panthers (KF)    | 12-0-4 | 0,750      | Atlanta Falcons (WC)                           |
| 2009    | New Orleans Saints (SB)   | 13-0-3 | 0,813      |                                                |
| 2010    | Atlanta Falcons (KF)      | 13-0-3 | 0,813      | New Orleans Saints (WC)                        |
| 2011    | New Orleans Saints (KF)   | 13-0-3 | 0,813      | Atlanta Falcons (WC)                           |
| 2012    | Atlanta Falcons (HF)      | 13-0-3 | 0,813      |                                                |
| 2013    | Carolina Panthers (KF)    | 12-0-4 | 0,750      | New Orleans Saints (KF)                        |
| 2014    | Carolina Panthers (KF)    | 7-1-8  | 0,469      |                                                |
| 2015    | Carolina Panthers (F)     | 15-0-1 | 0,938      |                                                |
| 2016    | Atlanta Falcons (F)       | 11-0-5 | 0,688      |                                                |
| 2017    | New Orleans Saints (KF)   | 11-0-5 | 0,688      | Carolina Panthers (WC) en Atlanta Falcons (KF) |
| 2018    | New Orleans Saints (HF)   | 13-0-3 | 0,813      |                                                |
| 2019    | New Orleans Saints (WC)   | 13-0-3 | 0,813      |                                                |
| 2020    | New Orleans Saints (KF)   | 12-0-4 | 0,750      | Tampa Bay Buccaneers (SB)                      |
| 2021    | Tampa Bay Buccaneers (KF) | 13-0-4 | 0,765      |                                                |
| 2022    | Tampa Bay Buccaneers (WC) | 8-0-9  | 0,471      |                                                |
| 2023    | Tampa Bay Buccaneers (KF) | 9-0-8  | 0,529      |                                                |
| 2024    | Tampa Bay Buccaneers (WC) | 10-0-7 | 0,588      |                                                |

## Records en trivia
- De New Orleans Saints zijn recordwinnaar met zes NFC South-titels.
- De Tampa Bay Buccaneers zijn het NFC South-team dat het langst wacht op plaatsing voor de play-offs (laatste keer was in 2007).
- De New Orleans Saints zijn het laatste NFC South-team dat de Super Bowl wist te winnen (in 2009).
- De beste score voor een NFC South-team in het reguliere seizoen is 0,938 (15 zeges en 1 nederlaag). Dit werd behaald door de Carolina Panthers (in 2015).
- De slechtste score voor een NFC South-team in het reguliere seizoen is 0,125 (2 zeges en 14 nederlagen). Dit werd behaald door de Carolina Panthers (in 2010) en door de Tampa Bay Buccaneers (in 2014).
- Alle NFC South-teams werden pas actief na het ontstaan van de American Football League in 1960: de Atlanta Falcons zijn het oudste, zij debuteerden in 1966. De New Orleans Saints volgden een jaar later, de Tampa Bay Buccaneers hadden in 1976 hun eerste seizoen en de Carolina Panthers begonnen in 1995 te spelen; zij zijn daarmee het jongste team in de hele conference.

American Football Conference
National Football Conference
Super Bowl · Pro Bowl